# Deep Purple (chanson)
Pour les articles homonymes, voir Deep Purple (homonymie).
Deep Purple est une œuvre pour piano, composée en 1933 par le pianiste américain Peter DeRose. Cet instrumental devient rapidement très populaire et Mitchell Parish y ajoute des paroles en 1938.
Sa reprise par le duo Nino Tempo & April Stevens se classe numéro 1 du Billboard Hot 100 en novembre 1963. En 1975, un autre duo frère-sœur, Donny et Marie Osmond, reprend Deep Purple avec succès, atteignant la 14e place du Billboard Hot 100.
Le groupe de hard rock britannique Deep Purple tire son nom de cette chanson : c'était la préférée de la grand-mère du guitariste Ritchie Blackmore.

## Quelques reprises
- Larry Clinton (en) and His Orchestra (1938)
- Guy Lombardo (1938 ou 1939)
- Bing Crosby (1939)
- Joni James (1956)
- Joe Loss Orchestra (1956)
- The Dominoes (1957)
- Screamin' Jay Hawkins (1958)
- Ralph Marterie (en) (1959)
- Nino Tempo et April Stevens (1963)
- The Shadows (1965)
- Al Hirt (1965)
- Donny et Marie Osmond (1976)